# No Reflection
«No Reflection» — перший сингл з восьмого студійного альбому гурту Marilyn Manson Born Villain. «No Reflection» уперше з'явився на радіостанції KROQ Los Angeles 7 березня 2012 р. Як завантаження музики його випустили 13 березня, за місяць до релізу студійної платівки. 21 квітня 2012 р., у День музичної крамниці, обмежене видання (1500 копій) на білому вінилі вийшло у Великій Британії та Європі. Пісню також можна почути під час фінальних титрів фільму Заборонена зона.
Сайт Loudwire.com провів опитування, в якому фани мали змогу оцінити трек. Більшість голосів — схвальні. Станом на 10 березня лише 4,35 % голосів були негативними. Прихильники також позитивно сприйняли пісню на YouTube. 8 березня 2012 Cooking Vinyl завантажили трек на свій офіційний канал на цьому відеогостингу. За перші 48 годин відео отримало понад 60 тис. переглядів та безліч коментарів зі схвальними відгуками.
6 грудня 2012 було оголошено, що композиція претендуватиме на Ґреммі у категорії «Найкраще хард-рок/метал виконання» (четверта номінація у кар'єрі гурту). «No Reflection» переміг у категорії «Рок-відео 2012» за версією Loudwire і програв «Chalk Outline» Three Days Grace у «Рок-пісня 2012».

## Відеокліп
Режисер: Лукас Еттлін. На початку 2012, гастролюючи Австралією, під час інтерв'ю для радіостанції Nova FM Мерілін Менсон сказав, що кліп міститиме кадри зняті «із залученням технології, яка до цього ніколи раніше не використовувалася», зазначивши, що у нього є друг, котрий «працює на National Geographic». У відео знялася Роксана Месквіда, яка також присутня у фільмі Квентіна Дюп'є «Шина». Саме цю стрічку фронтмен гурту назвав своїм улюбленим фільмом 2010 року. 19 лютого 2012 Месквіда опублікувала фото із запеченим птахом на тарілці. В описі світлини було написано: «Знімаємо новий відеокліп Меріліна Менсона :)». Прем'єра відео відбулася 4 квітня 2012 на VEVO-каналі гурту на сайті YouTube. Цей відеокліп — один з чотирьох, де присутній Менсон без гриму, контактної лінзи та помади. (інші три: «Lunchbox», «Get Your Gunn» та «Man That You Fear»).

Мерілін Менсон у відеокліпі «No Reflection»

На початку кліпу показано як якась рідина починає падати на стіни. В іншій сцені фронтмен співає перед камерою, в той час як гурт грає на задньому плані у приміщенні, заповненому водою. Далі ми бачимо, як фронтмен сидить в обідній кімнаті поряд зі своєю ймовірною дружиною в оточенні інших жінок. Згодом стає видно, що їхні ноги занурено в дивну рідини. Менсон відкриває книжку, обрана ним дівчина починає наливати в келихи та тарілки вищезгадану рідину. Далі вони чаркуються та випивають «воду». Коли лідер гурту починає читати книжку поведінка жінок стає дивною. Він встає й забиває дошкою двері. Потім усі присутні починають триматися за руки. Обрані налякані тим, що відбувається навколо. Менсон намагається заспокоїти їх. Він прочитує уривок з книги й стіл здіймається у повітря. Жінки починають блювати щойно випитим. Кухня займається полум'ям, дівчини починають руйнувати всі речі у кімнаті. Менсон продовжує сидіти поряд з «дружиною», яка згодом випиває незвичайний напій. Фронтмен марно намагається врятувати її. Він обнімає й цілує її, після чого топить жінку в унітазі. Будучи зануреною туди, вона блює й помирає. Застібаючи піджак, Менсон повертається до обідньої кімнати, де інші жінки лежать мертвими. Наприкінці відео ми бачимо порожню кімнату з трупами на підлозі.
Кліп містить два ляпи: 1) У сцені з утопленням на Менсоні чорна сорочка. Перебуваючи в обідній кімнаті на початку та наприкінці відео, лідер гурту одягнений у білу сорочку з краваткою; 2) Фронтмен покинув приміщення, проте наприкінці відео чітко видно, що дошка досі прибита до дверей.